# Jimmy Frizzell
James Letson „Jimmy“ Frizzell (* 16. Februar 1937 in Greenock; † 3. Juli 2016) war ein schottischer Fußballspieler und -trainer.

## Karriere und Leben
Jimmy Frizzell wurde im Jahr 1937 als James Frizzell im schottischen Greenock, etwa 40 Kilometer westlich von Glasgow geboren. Er begann seine Karriere in seiner Geburtsstadt, in der Jugend von Greenock Morton. Ab der Saison 1957/58 spielte Frizzell drei Spielzeiten für den Verein in der 2. Liga in Schottland. Zu Beginn seiner Laufbahn spielte Frizzell noch als Stürmer, wurde in den folgenden Jahren jedoch zum Verteidiger umgeschult. Frizzell absolvierte bei Greenock Morton insgesamt 41 Ligaspiele und erzielte dabei vier Tore. Im Jahr 1960 wechselte er nach England zu Oldham Athletic. Mit Oldham gelang ihm am 26. Dezember 1962 mit einem 11:0-Sieg gegen den FC Southport der höchste Sieg in der Vereinsgeschichte. In der gleichen Saison wurde er mit dem Verein Vizemeister in der vierten Liga hinter dem FC Brentford. Bei den Latics kam Frizzell bis zu seinem Karriereende als Spieler im Jahr 1970 auf 317 Ligaspiele und 56 Treffer. Während der Saison 1969/70 wurde Frizzell Spielertrainer der Latics. Im Jahr 1971 führte er den Verein zum Aufstieg in die Third Division. Nach einem Mittelfeldplatz in seiner ersten Drittligaspielzeit als Trainer wurde eine Saison später ein weiterer Aufstieg durch drei Punkte Abstand verpasst. Dieser gelang jedoch in der Saison 1973/74. Dadurch spielte der Verein erstmals nach 1953 wieder in der 2. Liga in England. Am Saisonende 1981/82 wurde er überraschend entlassen. Im Sommer 1984 wurde er unter Billy McNeill Co-Trainer von Manchester City. Nach dessen Entlassung übernahm er im Oktober 1986 den Cheftrainerposten der Citizens. Im Mai 1987 ereilte ihn das gleiche Schicksal, nachdem der Abstieg aus der First Division besiegelt war.
Jimmy Frizzell starb am 3. Juli 2016 im Alter von 79 Jahren.

## Erfolge
mit Oldham Athletic:
als Spieler:
- Aufstieg in die Third Division 1963

als Trainer:
- Aufstieg in die Third Division 1971
- Aufstieg in die Second Division 1974